# Метузалем
Метузалем (хебр: Метусалах) је најстарији споменут човек у Библији. Живео је 969 година према предању. Постао је симбол дубоке старости. Био је син Еноха и отац Ламеха који је био Нојев отац.